# Кичкинское сельское поселение
Кичкинское сельское поселение — муниципальное образование в Заветинском районе Ростовской области. 
Административный центр поселения — село Кичкино.

## Состав сельского поселения
| № | Населённый пункт | Тип населённого пункта       | Население |
| - | ---------------- | ---------------------------- | --------- |
| 1 | Андреев          | хутор                        | ↘243      |
| 2 | Кичкино          | село, административный центр | ↘1029     |

## Население
| 2010  | 2012  | 2013  | 2014  | 2015  | 2016  | 2017  |
| ----- | ----- | ----- | ----- | ----- | ----- | ----- |
| 1272  | ↘1252 | ↗1253 | ↗1267 | ↗1332 | ↘1323 | ↗1333 |
| 2018  | 2019  | 2020  | 2021  |       |       |       |
| ↗1341 | ↘1339 | ↘1334 | ↘1325 |       |       |       |